# Halocercus lagenorhynchi
Halocercus lagenorhynchi is een rondwormensoort uit de familie van de Pseudaliidae. De wetenschappelijke naam van de soort is voor het eerst geldig gepubliceerd in 1925 door Baylis & Daubney.